# Décennie 1720 en arts plastiques
Chronologie des arts plastiques
Années 1710 - Années 1720 - Années 1730
Cet article concerne les années 1720 en arts plastiques.

## Événements
- 26 octobre 1720 : la pastelliste italienne Rosalba Carriera est reçue à l'Académie royale de peinture sur présentation d'un portrait du roi Louis XV au pastel, confirmée le 9 novembre[1].
- 1720 : découverte archéologique du Palatin, à Rome. Francesco Bianchini mène les fouilles pour le compte du duc de Parme ; entre 1721 et 1726, il découvre des fresques du quatrième style, vite détruites, qui nous sont connues grâce aux documents graphiques réalisés lors de leur découverte[2].
- 1720-1770 : vogue de l’architecture néo-palladienne en Grande-Bretagne, associée à William Kent et John Vardy[3].
- Vers 1723-1760 : style rocaille ou Style Louis XV dans le mobilier français[4].
- 20 avril 1726 : Charles VI fonde une Académie des arts plastiques à Vienne dirigée par Jacob van Schuppen[5].
- 25 septembre 1728 : Jean Siméon Chardin est admis à l’Académie royale de peinture et de sculpture comme peintre d’animaux et de fruits sur présentation de La Raieet du Buffet[6].

## Réalisations
- 1719-1720 : Les Comédiens italiens, toile de Watteau peinte à Londres[7].
- Après le 15 septembre 1720 : de retour de Londres, Watteau peint l’Enseigne de Gersaint[8].

- 1721 :
  - Emblematical Print on the South Sea Scheme, estampe satirique de William Hogarth sur le krach survenu à la suite de la spéculation sur la Compagnie de la mer du Sud en 1720[9].
  - Portrait des princesses Anne, Amélie et Caroline, par Martin Maingaud[10].
- 1722 : Le Martyre de saint Thomas, toile de Giovanni Battista Pittoni pour la série des Douze apôtres de la nef de l'église San Stae à Venise[11].
- 1723 :
  - la Place Saint-Marc et Le Grand Canal, vu du Campo San Vio, toiles de Canaletto[12]
  - Persée et Andromède, tableau de François Lemoyne[13].
- 1723-1724  : Le Canal des Mendiants (Rio dei Mendicanti), toile de Canaletto[14], .
- 1724 : The Bad Taste of the Town, gravure de William Hogarth[15].
- Vers 1724-1725 : Sebastiano Ricci peint deux versions de Bethsabée au bain[16].

- 1725 : La chasse au loup, toile d'Alexandre-François Desportes[17].
- 1726-1727 : La Réception de l’ambassadeur impérial au Palazzo Ducale, toile de Canaletto[18].

- 1727 : Persée délivrant Andromède, toile de Charles Antoine Coypel[19].
- 1728 : La Raie et Le Buffet, natures mortes de Jean Siméon Chardin[6].

- 1728-1729 : Retour du Bucentaure le jour de l’Ascension, toile de Canaletto[20].

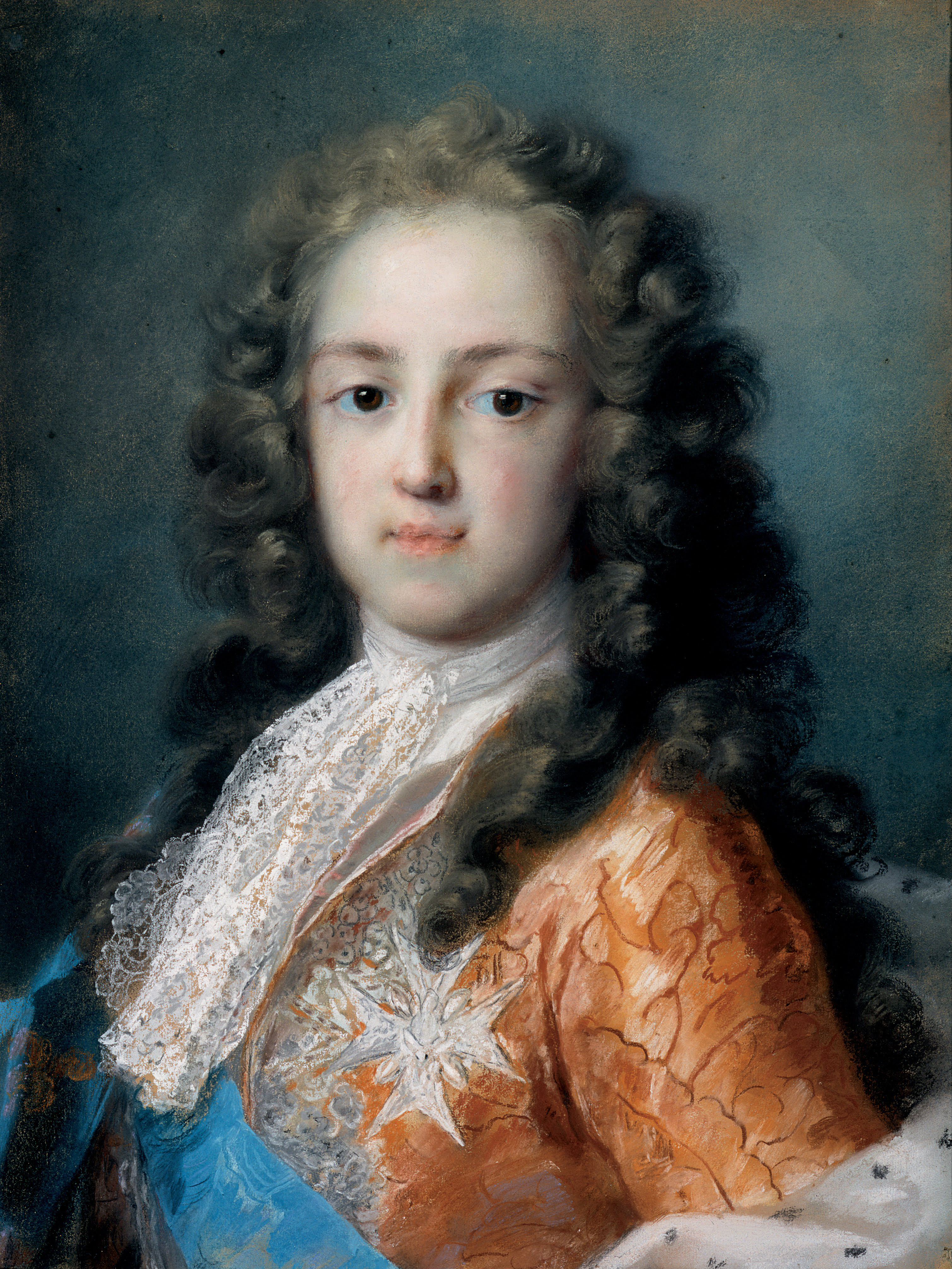
Louis XV en dauphin, Rosalba Carriera.
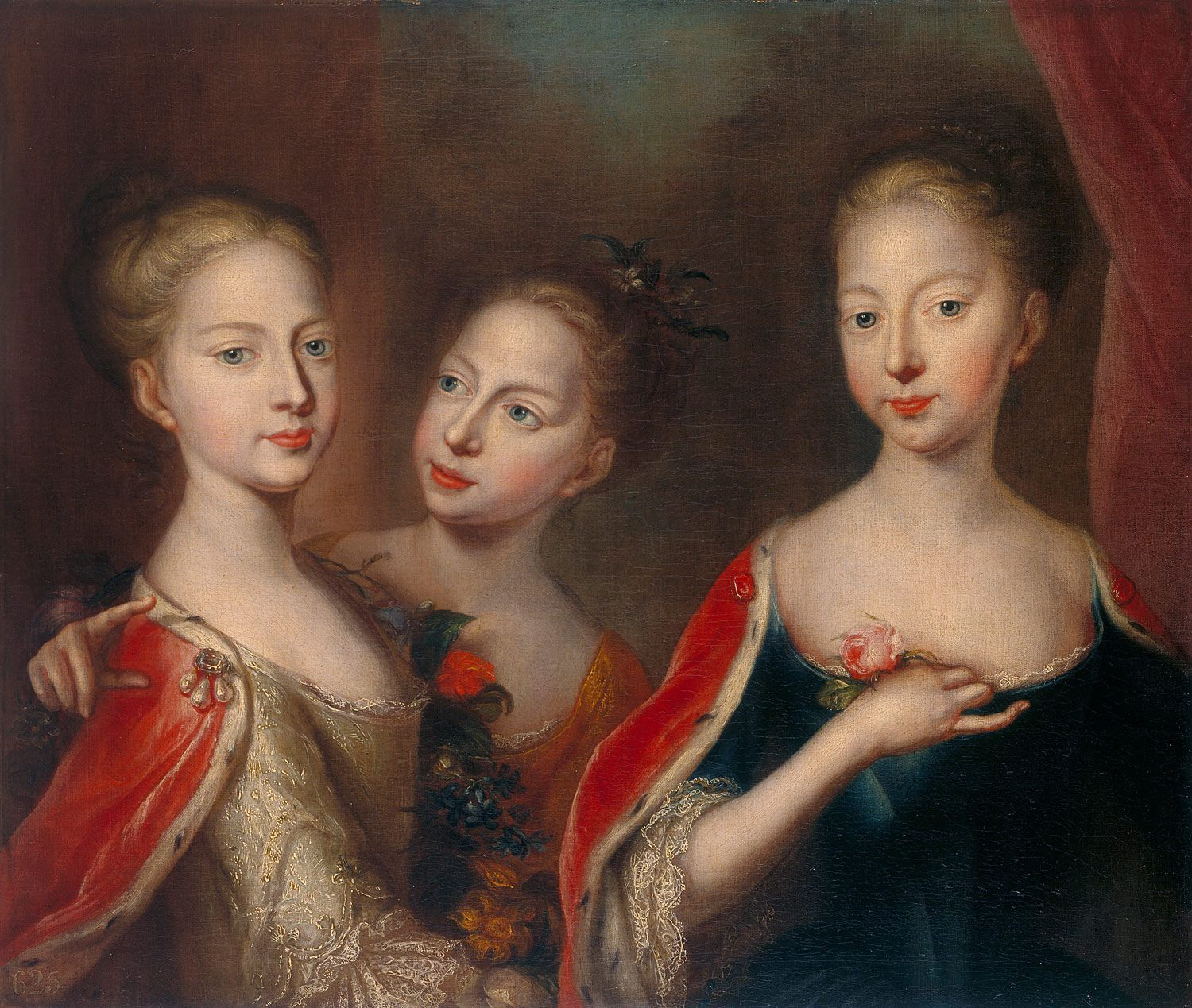
Portrait des princesses Anne, Amélie et Caroline, par Martin Maingaud.
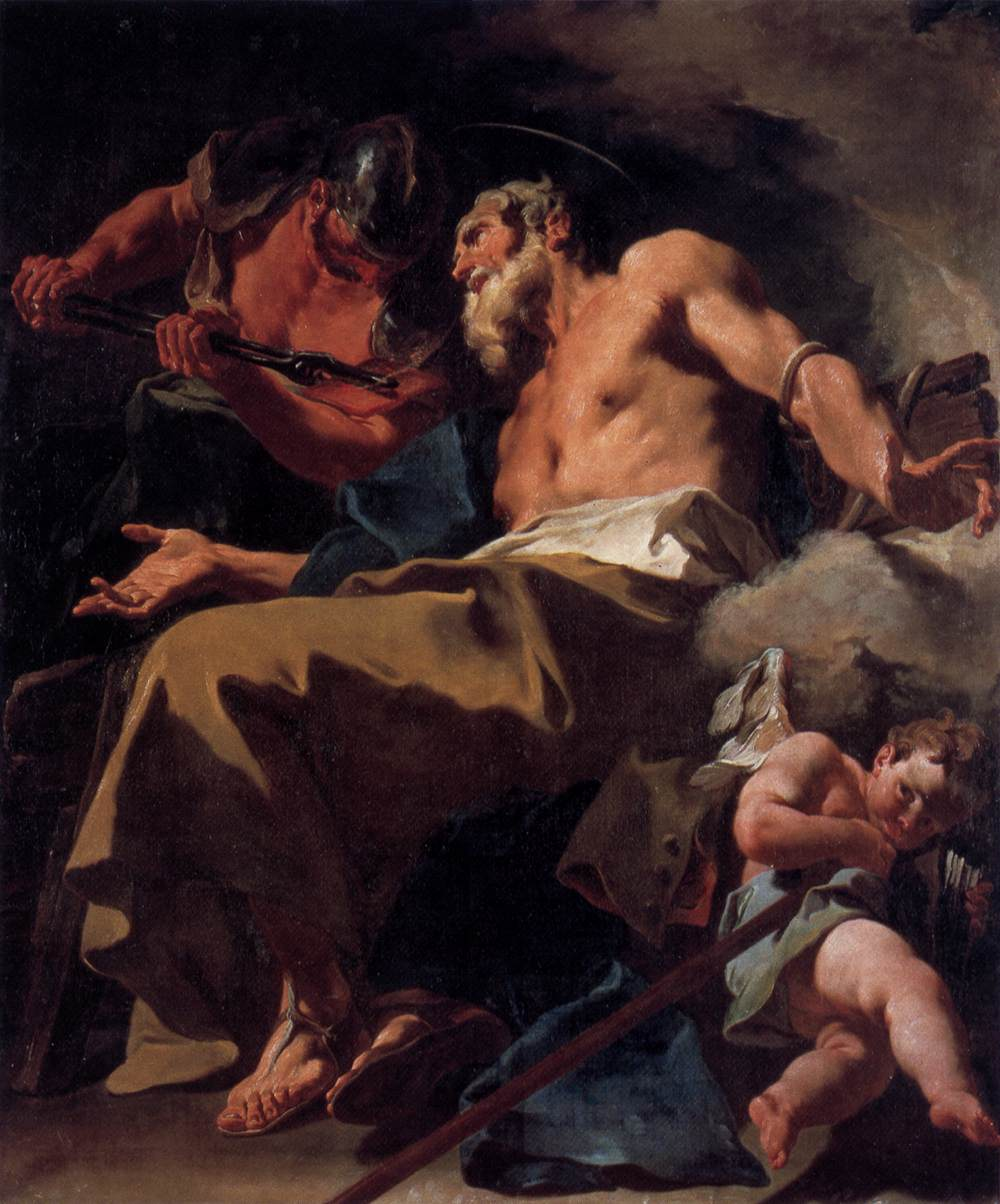
Le Martyre de saint Thomas, Giovanni Battista Pittoni
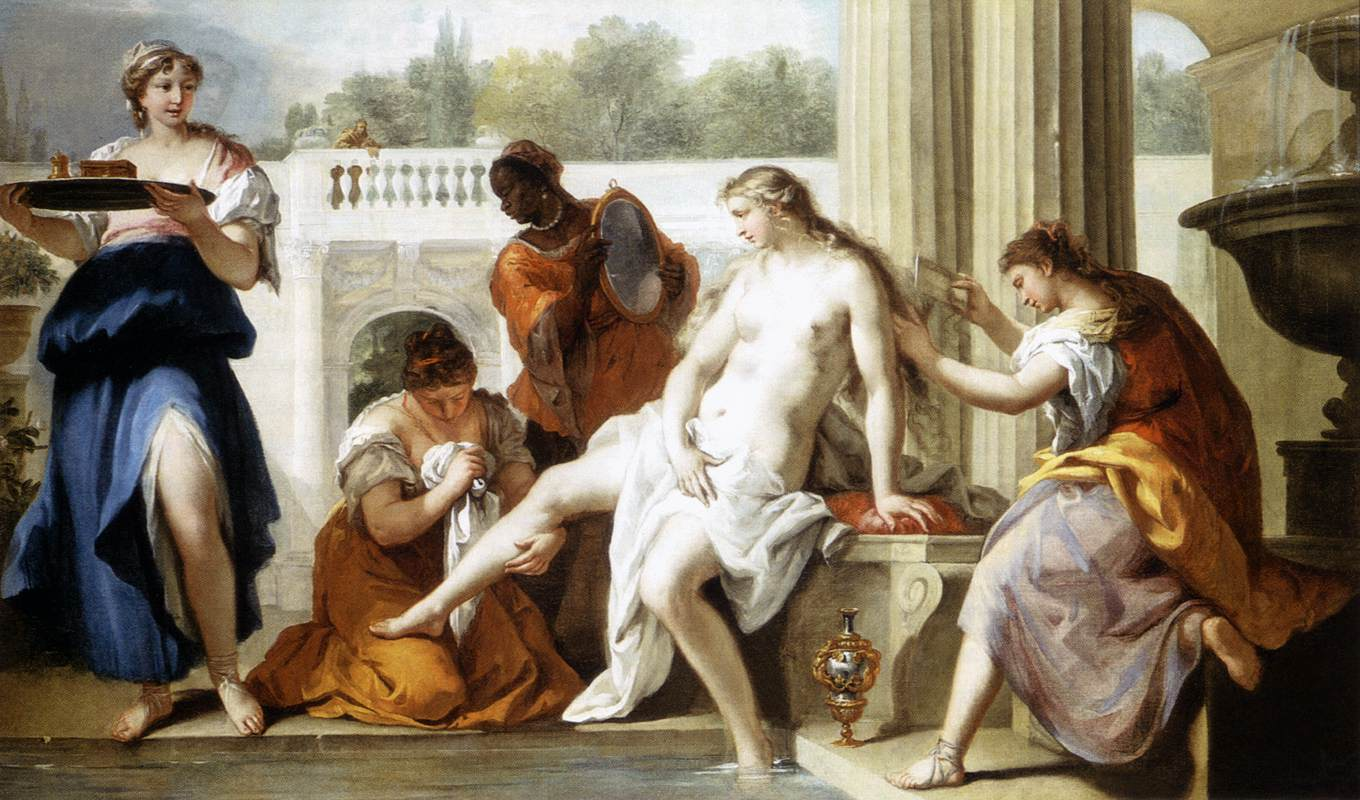
Bethsabée au bain, Sebastiano Ricci, 1724
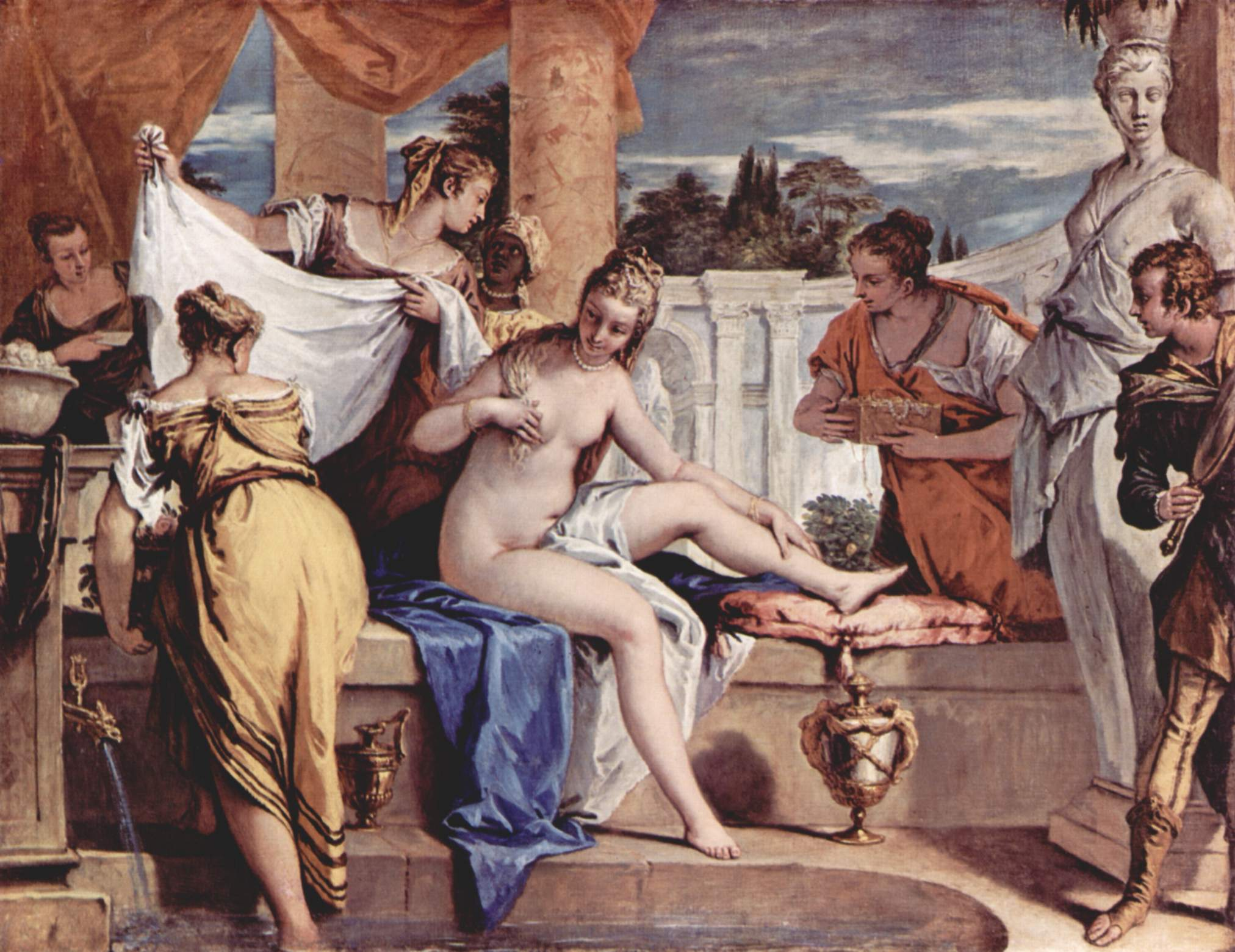
Bethsabée au bain, Sebastiano Ricci, 1725
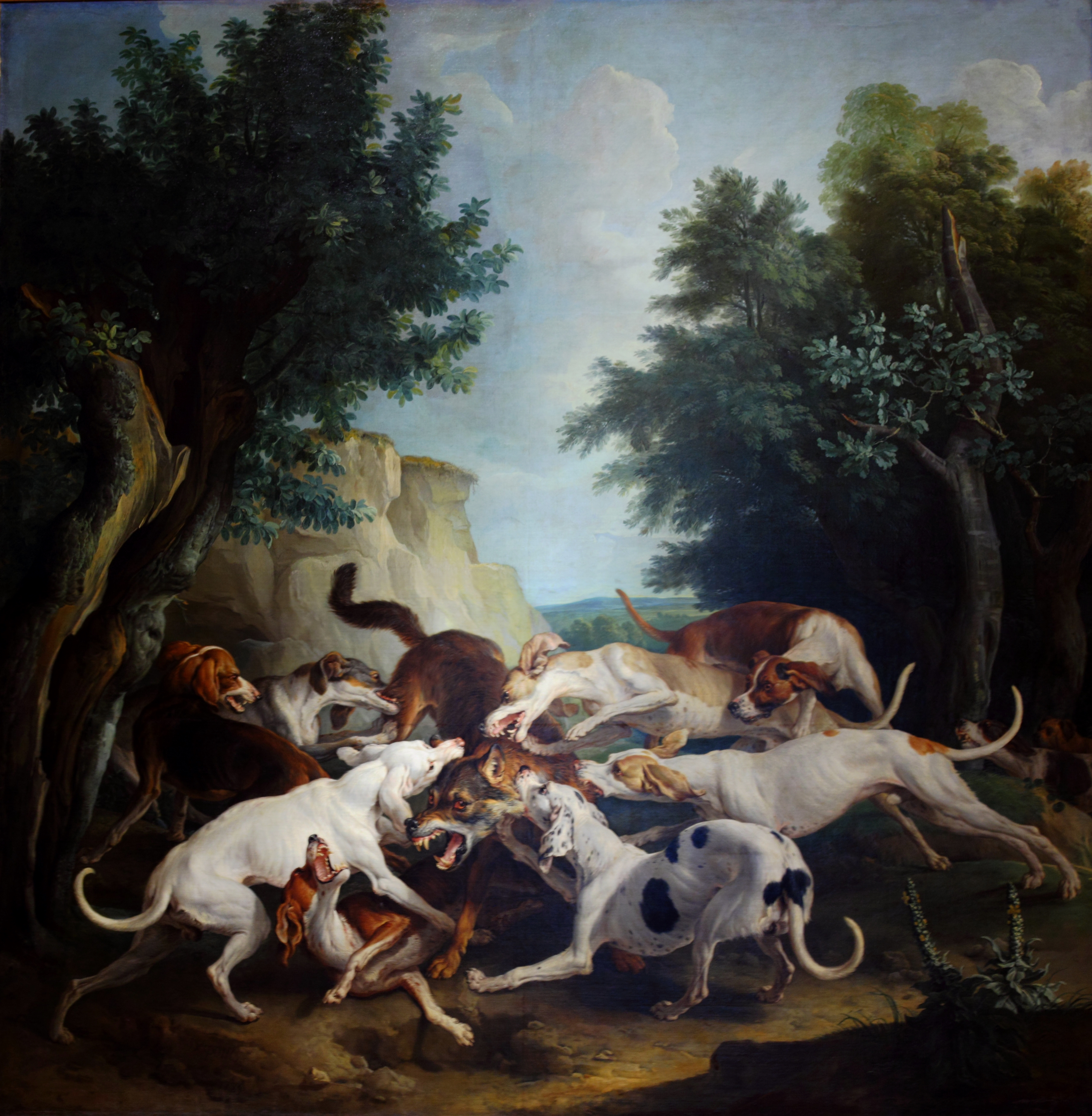
La chasse au loup, Alexandre-François Desportes.
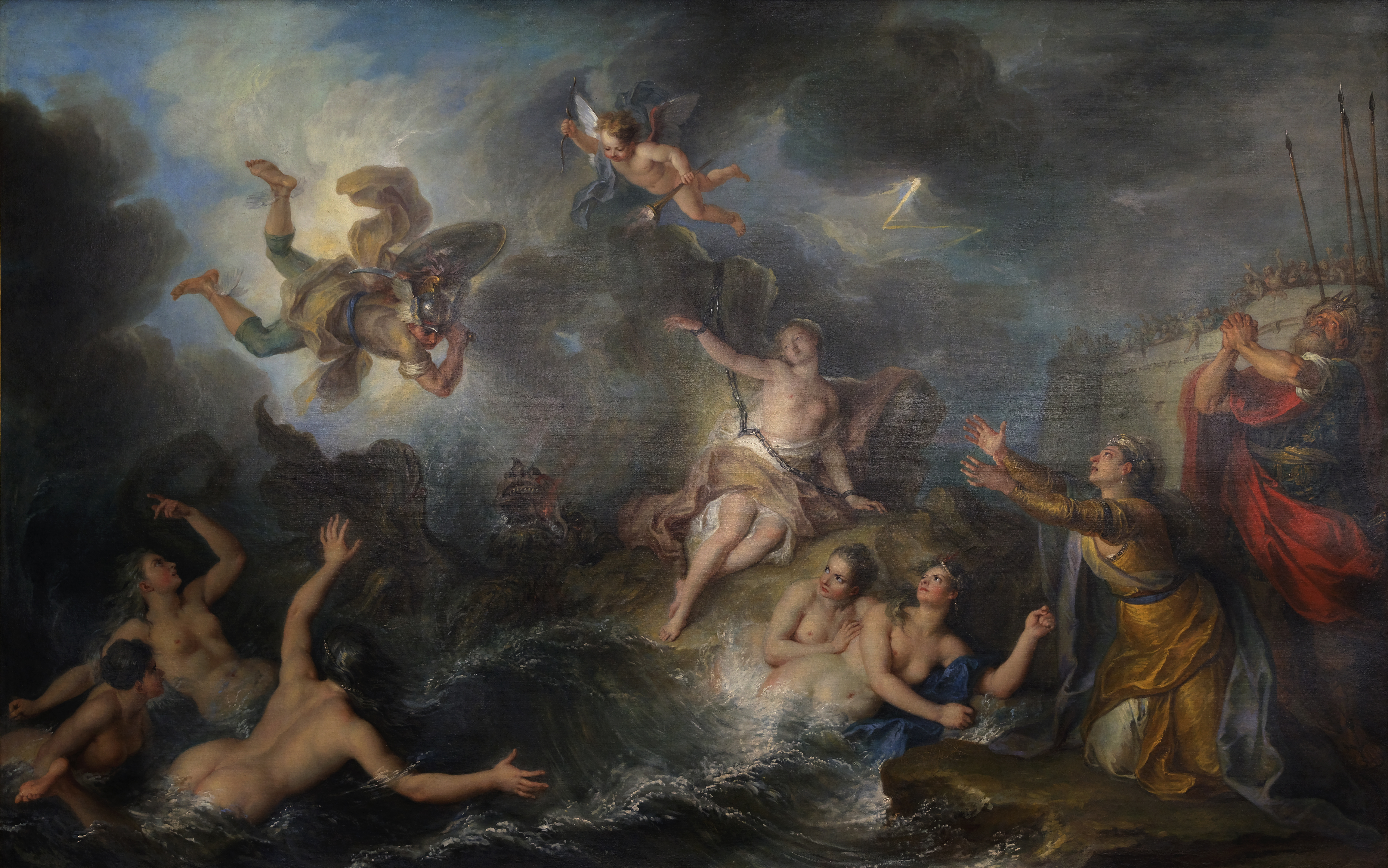
Persée délivrant Andromède, Charles Antoine Coypel